# Commiphora saxicola

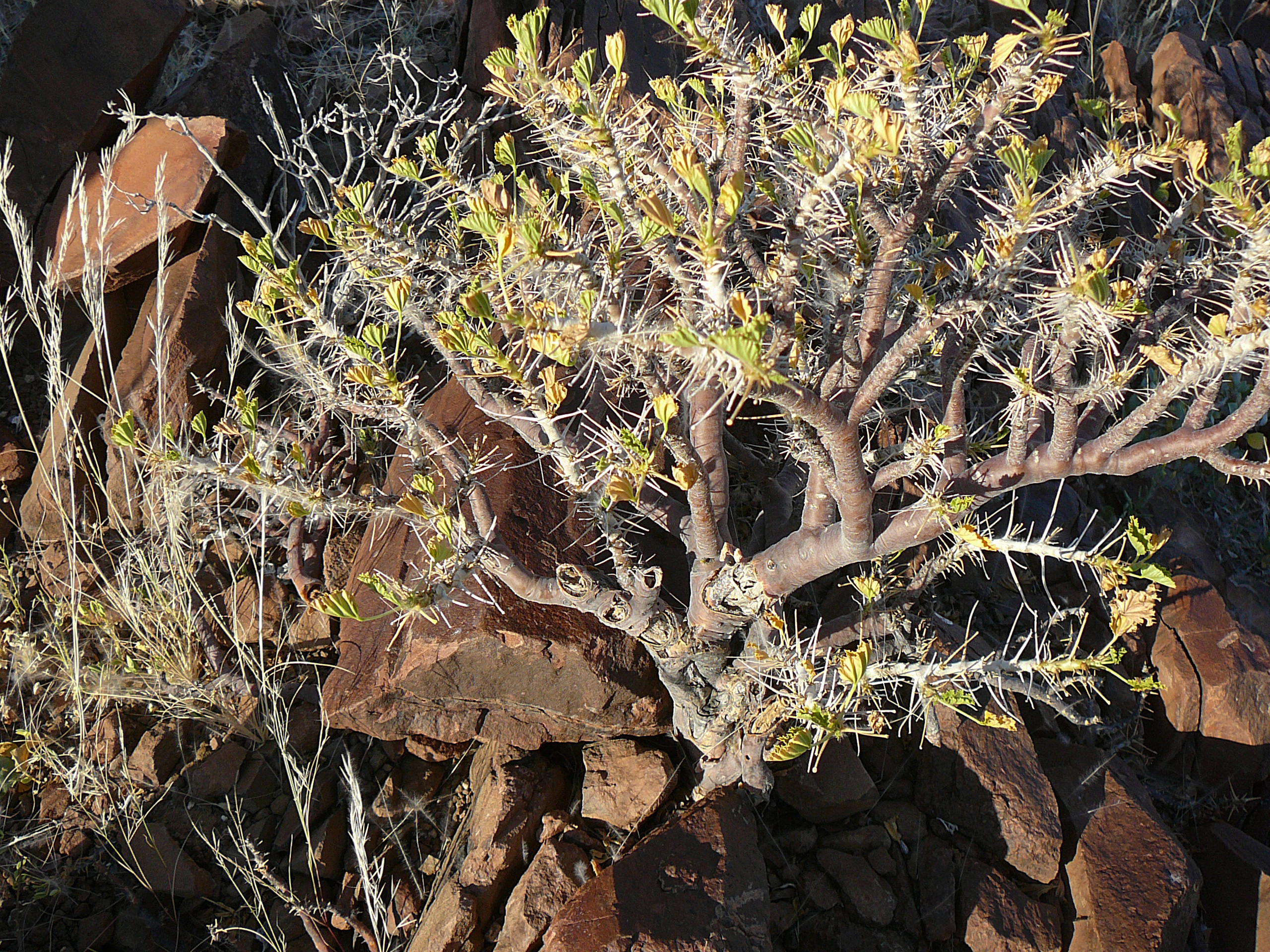
Commiphora saxicola

Commiphora saxicola är en tvåhjärtbladig växtart som beskrevs av Adolf Engler. Commiphora saxicola ingår i släktet Commiphora och familjen Burseraceae. Inga underarter finns listade i Catalogue of Life.